# Symphonieae
Symphonieae, tribus kluzijevki kojemu pripadaju više rodova i grmova i drveća u tropskoj Južnoj Americi, Novoj Kaledoniji, Africi i Madagaskaru.
Tipični rod je Symphonia. Na Novoj Kaledoniji raste šest endemskih vrsta iz roda Montrouziera.

## Rodovi
1. Lorostemon Ducke
2. Montrouziera Pancher ex Planch. & Triana
3. Moronobea Aubl.
4. Pentadesma Sabine
5. Platonia Mart.
6. Symphonia L.f.
7. Thysanostemon Maguire